# The Puzzy Power Manifesto
Das Puzzy Power Manifesto (engl. für in etwa Pussy-Macht-Manifest) oder Pussy-Power-Manifest umfasst einige Richtlinien für Pornofilme, die von der dänischen Pornofilm-Firma Zentropa 1998 für die Filme Constance und Pink Prison sowie später auch für All About Anna aufgestellt wurden.
Die Richtlinien sollen dazu dienen, ästhetische Pornofilme zu produzieren, die sich vor allem an Frauen richten, da die Firma davon überzeugt ist, dass auch Frauen sich gerne Pornos anschauen, dies aber auf Grund der dargestellten „Frauenfeindlichkeit“ in den Filmen nicht tun.
So sollen nach Meinung der Firma Pornofilme, die nach dem Puzzy-Manifest gedreht wurden, eine relativ anspruchsvolle Handlung haben; auf extreme Nahaufnahmen und Cumshot-Szenen wird bei ihnen völlig verzichtet.
Mittlerweile hat sich für derartige „frauenfreundliche Pornos“ der Begriff HeartCore (engl. heart core für herzlicher Kern) etabliert. Er ist eine Anlehnung an das Pornofilm-Synonym Hardcore (engl. hard core für harter Kern), das die explizite Darstellung von Geschlechtsteilen und -akten im Film bezeichnet.

## Inhalt des Manifests
- Der Film muss eine Handlung haben.
- Der Film sollte erotisch, emotional, phantasievoll und leidenschaftlich sein sowie den Bedürfnissen von Frauen entsprechen.
- Es soll Wert auf die erotische Darstellung der ganzen Körper und nicht nur der Genitalien gelegt werden.
- Subtiler Humor ist willkommen, wie beispielsweise eine witzige Sequenz am Anfang eines Films, um das Eis zu brechen.
- Die einzige Beschränkung liegt darin, dass Frauen zu nichts gezwungen werden. Vergewaltigungen, die „nur“ als Phantasie der Frau dargestellt werden, sind in Ordnung.
- Abgelehnt werden Oralsex-Szenen, bei denen die Frauen zur Fellatio gezwungen werden und  ihnen ins Gesicht ejakuliert wird.